# 고토 가즈아키
고토 가즈아키(일본어: 後藤 和昭, 1944년 5월 28일 ~ )는 일본의 전 프로 야구 선수이다. 시즈오카현 미시마시 출신이며 현역 시절 포지션은 내야수였다.

## 인물
도카이 대학 제1 고등학교 시절이던 3학년 때인 1962년에 하계 고시엔 시즈오카현 예선에서 준준결승에 진출했지만 시마다 상업고등학교에게 패했다. 졸업 후 고마자와 대학에 진학하여 도토 대학 리그에서는 재학 중에 두 차례의 우승을 경험했다. 1964년 10월에는 도쿄 올림픽 시범 경기로 열린 미일 대학 야구 선발 경기에서 3루수로 출전했다. 리그 통산 95경기에 출전하여 332타수 86안타, 타율 0.259, 5홈런, 32타점을 기록했고 1966년 추계 리그에서 베스트 나인(3루수 부문)을 수상했다. 대학 동기로는 이토 히사토시, 쓰치야 히로시, 오시타 쓰요시 등이 있다.
1966년 프로 야구 제2차 드래프트 회의에서 산케이 아톰스로부터 3순위 지명을 받았지만 입단을 거부했고 대학 졸업 후 사회인 야구팀 닛폰 경금속에 입사해 산업 대항 야구 대회에 두 차례나 출전했다.
1968년 드래프트 번외로 한신 타이거스에 입단했고 이듬해 1969년에는 주니어 올스타전에 출전하여 MVP를 차지했다. 1970년에는 오쿠라 히데타카와 주전 3루수 자리를 놓고 경쟁하여 1971년에 주전 3루수를 차지하는 등 경기에 출전했다. 1973년에는 규정 타석에 도달하여 타율 0.243(22위)을 기록했다. 수비에 정평이 나있어서 요미우리와 상대할 때 강한 면모를 보여주었다. 하지만 1975년에는 가케후 마사유키가 3루수로 고정되면서 주로 1루수로 기용됐지만 출전 기회는 줄어들었다. 1976년에는 무라카미 마사노리, 히가시다 마사요시와의 맞트레이드로 닛폰햄 파이터스에 이적했지만 이렇다 할 활약을 보여주질 못했고 그 해를 마지막으로 현역에서 은퇴했다.
은퇴 후에는 후지이 이사무의 주선으로 스포츠 용품 회사에 취직하여 야구 교실에서도 활약했다.

## 상세 정보

### 출신 학교
- 도카이 대학 제1 고등학교
- 고마자와 대학

### 선수 경력
- 닛폰 경금속
- 한신 타이거스(1969년 ~ 1975년)
- 닛폰햄 파이터스(1976년)

### 수상·타이틀 경력
- 주니어 올스타전 MVP : 1회(1969년)

### 등번호
- 30(1969년)
- 3(1970년 ~ 1975년)
- 8(1976년)

### 연도별 타격 성적
| 연 도      | 소 속      | 경 기 | 타 석 | 타 수 | 득 점 | 안 타 | 2 루 타 | 3 루 타 | 홈 런 | 루 타 | 타 점 | 도 루 | 도 루 자 | 희 생 번 | 희 생 플 | 볼 넷 | 고 4 | 사 구 | 삼 진 | 병 살 타 | 타 율 | 출 루 율 | 장 타 율 | O P S |
| ---------- | ---------- | ----- | ----- | ----- | ----- | ----- | ------- | ------- | ----- | ----- | ----- | ----- | -------- | -------- | -------- | ----- | ---- | ----- | ----- | -------- | ----- | -------- | -------- | ----- |
| 1969년     | 한신       | 25    | 30    | 29    | 2     | 4     | 0       | 0       | 1     | 7     | 4     | 0     | 0        | 1        | 0        | 0     | 0    | 0     | 5     | 0        | .138  | .138     | .241     | .379  |
| 1970년     | 한신       | 73    | 157   | 142   | 17    | 32    | 7       | 0       | 3     | 48    | 9     | 1     | 0        | 7        | 0        | 7     | 1    | 1     | 28    | 3        | .225  | .267     | .338     | .605  |
| 1971년     | 한신       | 88    | 207   | 194   | 10    | 46    | 10      | 1       | 4     | 70    | 11    | 0     | 4        | 1        | 1        | 10    | 0    | 1     | 27    | 6        | .237  | .277     | .361     | .638  |
| 1972년     | 한신       | 78    | 219   | 203   | 20    | 43    | 4       | 2       | 5     | 66    | 25    | 2     | 1        | 1        | 2        | 11    | 2    | 2     | 37    | 4        | .212  | .257     | .325     | .582  |
| 1973년     | 한신       | 117   | 416   | 378   | 22    | 92    | 7       | 1       | 9     | 128   | 33    | 0     | 4        | 10       | 2        | 23    | 1    | 3     | 55    | 5        | .243  | .291     | .339     | .629  |
| 1974년     | 한신       | 92    | 290   | 260   | 22    | 65    | 8       | 1       | 9     | 102   | 33    | 0     | 3        | 6        | 1        | 21    | 0    | 2     | 34    | 3        | .250  | .310     | .392     | .702  |
| 1975년     | 한신       | 77    | 68    | 64    | 3     | 12    | 2       | 1       | 0     | 16    | 0     | 0     | 0        | 2        | 0        | 2     | 0    | 0     | 10    | 2        | .188  | .212     | .250     | .462  |
| 1976년     | 닛폰햄     | 46    | 88    | 77    | 3     | 17    | 2       | 0       | 0     | 19    | 2     | 0     | 0        | 4        | 0        | 6     | 0    | 1     | 11    | 1        | .221  | .286     | .247     | .532  |
| 통산 : 8년 | 통산 : 8년 | 596   | 1475  | 1347  | 99    | 311   | 40      | 6       | 31    | 456   | 117   | 3     | 12       | 32       | 6        | 80    | 4    | 10    | 207   | 24       | .231  | .278     | .339     | .616  |